# Prva Liga 1946-1947
La Prva savezna liga FNRJ 1946-1947, conosciuta semplicemente come Prva liga 1946-1947, fu la 18ª edizione del campionato jugoslavo di calcio, la prima dopo la fine della Seconda guerra mondiale. La vittoria finale fu appannaggio del Partizan, al suo primo titolo.

## Storia
L'invasione nazifascista della Jugoslavia nel 1941 aveva comportato la sospensione del campionato, mentre il paese stesso veniva smembrato nelle sue varie regioni. Dopo la liberazione e l'avvento del comunismo nel 1945, a causa delle distruzioni nelle vie di comunicazione si fece in tempo ad organizzare solo un torneo dimostrativo tra le varie repubbliche federative, mentre invece i campionati ufficiali ripresero solo a livello regionale. L'attività ufficiale nazionale fu invece programmata per ricominciare nel 1946, e non ebbe relazione alcuna con l'ultima stagione antebellica: le squadre partecipanti vennero infatti selezionate ex novo, nella misura delle migliori società di ognuna delle sei repubbliche federate, cioè la Serbia, la Macedonia, il Montenegro, la Bosnia, la Croazia e la Slovenia; a esse si aggiunsero a torneo in corso, in qualità di "ospiti", due compagini della Venezia Giulia, regione italiana sotto occupazione militare che la Jugoslavia mirava ad annettere. Le società calcistiche dell'anteguerra erano in gran parte scomparse o perché soppresse in quanto i loro dirigenti erano stati giudicati colpevoli di collaborazionismo, o perché fuse d'imperio a formare nuovi grandi club di stato nelle mani delle varie emanazioni economiche del partito comunista.
Il torneo, concepito come un'occasione per rappresentare tutte le aree del paese, era tuttavia troppo ampio per lo sviluppo del calcio jugoslavo, e per la stagione seguente se ne studiò un notevole ridimensionamento, onde tornare a una grandezza più in linea con la tradizione. Fu dunque stabilito, in occasione dell'assemblea del 3-4 luglio 1947, che al campionato di massima serie successivo avrebbero partecipato soltanto dieci squadre. Uno dei posti fu assegnato d'ufficio alla società triestina dell'Amatori Ponziana che, avendo terminato il campionato in quartultima posizione, avrebbe dovuto retrocedere ma fu graziata per motivi politici (la cosiddetta questione triestina). Le altre nove partecipanti furono individuate nelle:
- prime sei classificate della stagione appena conclusa;
- nel vincitore del campionato cadetto;
- nella vincente la gara di qualificazione (una sorta di "play-out") tra la settima e la nona classificata della stagione appena conclusa;
- nella vincente la gara di qualificazione interdivisionale tra l'ottava classificata della massima divisione e la seconda classificata del campionato cadetto.

Capocannoniere del torneo fu Franjo Wölfl (Dinamo Zagabria), con 28 reti.

## Classifica finale
|                       | Pos. | Squadra             | Pt | G  | V  | N | P  | GF | GS | QR    |
| --------------------- | ---- | ------------------- | -- | -- | -- | - | -- | -- | -- | ----- |
| Jugoslavia (bandiera) | 1.   | Partizan            | 47 | 26 | 23 | 1 | 2  | 77 | 17 | 4,529 |
|                       | 2.   | Dinamo Zagabria     | 42 | 26 | 19 | 4 | 3  | 81 | 26 | 3,115 |
|                       | 3.   | Stella Rossa        | 39 | 26 | 18 | 3 | 5  | 66 | 23 | 2,869 |
|                       | 4.   | Hajduk Spalato      | 36 | 26 | 16 | 4 | 6  | 57 | 21 | 2,714 |
|                       | 5.   | Metalac Belgrado    | 29 | 26 | 13 | 3 | 10 | 40 | 35 | 1,142 |
|                       | 6.   | Spartak Subotica    | 28 | 26 | 11 | 6 | 9  | 40 | 34 | 1,176 |
|                       | 7.   | Lokomotiva Zagabria | 24 | 26 | 10 | 4 | 12 | 34 | 43 | 0,790 |
|                       | 8.   | Pobeda Skopje       | 22 | 26 | 8  | 6 | 12 | 41 | 49 | 0,836 |
|                       | 9.   | Kvarner             | 21 | 26 | 7  | 7 | 12 | 27 | 42 | 0,642 |
|                       | 10.  | Budućnost           | 20 | 26 | 7  | 6 | 13 | 44 | 54 | 0,814 |
|                       | 11.  | Ponziana            | 20 | 26 | 9  | 2 | 15 | 35 | 50 | 0,700 |
|                       | 12.  | Željezničar         | 18 | 26 | 7  | 4 | 15 | 31 | 54 | 0,574 |
|                       | 13.  | 14 Oktobar Niš      | 13 | 26 | 4  | 5 | 17 | 26 | 76 | 0,342 |
|                       | 14.  | Nafta               | 6  | 26 | 3  | 0 | 23 | 13 | 88 | 0,147 |
| Fonte: exyufudbal     |      |                     |    |    |    |   |    |    |    |       |

Legenda:
      Campione di Jugoslavia
  Partecipa agli spareggi
      Retrocessa
Note:

Due punti a vittoria, uno a pareggio, zero a sconfitta.

In caso di arrivo di due o più squadre a pari punti, la graduatoria viene stilata secondo il quoziente reti delle squadre interessate.

Tra le retrocesse furono ammesse direttamente in Druga Liga 1947-1948 solo Kvarner e Buducnost mentre il 14 Oktobar dovette disputare un torneo di qualificazione contro squadre di categoria inferiore, non passandolo e retrocedendo nelle leghe repubblicane; Zeljeznicar e Nafta furono declassate a tavolino nelle leghe repubblicane senza nemmeno passare per gli spareggi, anche se poi la federazione ammise in sovrannumero lo Zeljeznicar in Druga Liga accogliendo un ricorso della federazione bosniaca.

### Classifica marcatori
| Reti | Marcatore       | Squadra         |
| ---- | --------------- | --------------- |
| 28   | Franjo Wölfl    | Dinamo Zagabria |
| 24   | Stjepan Bobek   | Partizan        |
| 15   | Kosta Tomašević | Stella Rossa    |

### Verso la stagione 1947-48
Vista la riduzione prevista per la stagione successiva a 10 squadre, sono ammesse le seguenti squadre:
- Le prime 6 in classifica: Partizan, Dinamo, Stella Rossa, Hajduk, Metalac e Spartak
- Per il settimo posto disponibile è previsto uno spareggio fra la 7ª (Lokomotiva) e la 9ª classificata (Kvarner)
- L'ottavo posto disponibile va alla vincitrice della Druga Liga 1946-1947: Sarajevo
- Per il nono posto disponibile è previsto uno spareggio fra l'8ª classificata (Pobeda) e la finalista della Druga liga (Sloga Novi Sad)
- Il decimo posto disponibile va al Ponziana per motivi politici.[9]

#### Spareggi
Il 22 luglio 1947 il Pobeda si è fuso con la concittadina Makedonija a formare il Vardar. L'andata si disputò il 3 agosto, il ritorno il 10 agosto.
| Squadra 1           | Totale | Squadra 2 | Andata | Ritorno |
| ------------------- | ------ | --------- | ------ | ------- |
| Lokomotiva Zagabria | 5 - 2  | Kvarner   | 3 - 2  | 2 - 0   |
| Sloga Novi Sad      | 1 - 2  | Vardar    | 1 - 1  | 0 - 1   |

- Lokomotiva e Vardar rimangono in Prva Liga.
- Kvarner retrocede in Druga Liga
- Sloga rimane in Druga Liga

## Risultati

### Tabellone
|                     | Par  | Din | Ste | Haj | Met | Spa | Lok | Pob | Kva | Bud | Pon | Žel | 14o | Naf |
| ------------------- | ---- | --- | --- | --- | --- | --- | --- | --- | --- | --- | --- | --- | --- | --- |
| Partizan            |      | 5:1 | 3:4 | 2:0 | 2:1 | 1:0 | 4:0 | 1:0 | 5:0 | 6:1 | 2:1 | 3:0 | 5:1 | 3:0 |
| Dinamo Zagabria     | 4:2  |     | 2:2 | 0:1 | 3:1 | 3:0 | 4:0 | 5:0 | 2:1 | 7:1 | 5:2 | 9:1 | 3:1 | 3:0 |
| Stella Rossa        | 0:1  | 0:1 |     | 2:1 | 1:3 | 0:0 | 4:0 | 3:0 | 2:0 | 3:1 | 5:0 | 6:1 | 8:0 | 6:0 |
| Hajduk Spalato      | 0:1  | 2:1 | 5:0 |     | 2:0 | 5:0 | 4:0 | 3:2 | 1:0 | 1:1 | 3:2 | 3:0 | 4:0 | 3:0 |
| Metalac Belgrado    | 0:2  | 0:5 | 1:0 | 1:2 |     | 2:2 | 2:0 | 4:1 | 0:1 | 1:0 | 3:1 | 4:1 | 2:0 | 3:0 |
| Spartak Subotica    | 0:1  | 1:1 | 1:3 | 2:1 | 4:2 |     | 4:0 | 2:1 | 1:1 | 4:0 | 1:0 | 0:0 | 3:0 | 4:3 |
| Lokomotiva Zagabria | 1:1  | 1:2 | 0:1 | 0:0 | 1:0 | 2:0 |     | 2:0 | 3:1 | 2:0 | 2:2 | 0:3 | 2:0 | 3:1 |
| Pobeda Skopje       | 2:3  | 0:0 | 1:4 | 1:1 | 1:2 | 2:0 | 3:0 |     | 2:0 | 1:1 | 3:1 | 2:1 | 4:3 | 6:0 |
| Kvarner             | 0:3  | 1:3 | 0:2 | 1:1 | 1:1 | 0:0 | 0:5 | 3:0 |     | 2:2 | 3:0 | 0:0 | 2:1 | 4:1 |
| Budućnost           | 0:3  | 2:2 | 0:1 | 0:5 | 1:2 | 3:0 | 1:1 | 3:3 | 5:1 |     | 2:1 | 2:0 | 3:1 | 9:0 |
| Ponziana            | 0:2  | 0:4 | 0:1 | 1:0 | 3:0 | 1:2 | 0:4 | 3:1 | 1:0 | 0:3 |     | 2:1 | 5:1 | 3:0 |
| Željezničar         | 0:4  | 1:3 | 2:0 | 3:2 | 0:2 | 0:2 | 4:1 | 1:1 | 0:1 | 3:2 | 0:1 |     | 3:0 | 3:0 |
| 14. oktobar Niš     | 1:10 | 1:2 | 0:5 | 0:4 | 0:0 | 2:1 | 2:1 | 2:2 | 1:1 | 2:1 | 2:2 | 2:2 |     | 0:1 |
| Nafta               | 0:2  | 0:6 | 0:3 | 1:3 | 1:3 | 0:6 | 0:3 | 1:2 | 0:3 | 2:0 | 0:3 | 2:1 | 0:3 |     |

- In grassetto i risultati a tavolino.

### Calendario
Il campionato era iniziato il 25 agosto 1946 con 12 squadre. Il 6 ottobre è entrato il Kvarner, mentre il 30 dello stesso mese è stato il turno del Ponziana.
| 1ª giornata |                         |      |
|             |                         |      |
| 25 ago.     | Metalac - Željezničar   | 4-1  |
| 25 ago.     | Spartak - Stella Rossa  | 1-3  |
| 25 ago.     | Partizan - Pobeda       | 1-0  |
| 25 ago.     | Buducnost - Dinamo      | 2-2  |
| 25 ago.     | Nafta - Hajduk          | 1-3  |
| 25 ago.     | 14 Oktobar - Lokomotiva | rinv |

| 2ª giornata |                          |     |
|             |                          |     |
| 1 set.      | Partizan - Buducnost     | 6-1 |
| 1 set.      | Pobeda - Metalac         | 1-2 |
| 1 set.      | Željezničar - 14 Oktobar | 3-0 |
| 1 set.      | Hajduk - Spartak         | 5-0 |
| 1 set.      | Lokomotiva - Nafta       | 3-1 |
| 1 set.      | Stella Rossa - Dinamo    | 0-1 |

| 3ª giornata |                          |     |
|             |                          |     |
| 8 set.      | Dinamo - Hajduk          | 0-1 |
| 8 set.      | Metalac - Partizan       | 1-2 |
| 8 set.      | 14 Oktobar - Pobeda      | 2-2 |
| 8 set.      | Nafta - Željezničar      | 2-1 |
| 8 set.      | Spartak - Lokomotiva     | 4-0 |
| 8 set.      | Stella Rossa - Buducnost | 3-1 |

| 4ª giornata |                       |     |
|             |                       |     |
| 15 set.     | Partizan - 14 Oktobar | 5-1 |
| 15 set.     | Hajduk - Stella Rossa | 5-0 |
| 15 set.     | Buducnost - Metalac   | 1-2 |
| 15 set.     | Lokomotiva - Dinamo   | 1-2 |
| 15 set.     | Željezničar - Spartak | 0-2 |
| 15 set.     | Pobeda - Nafta        | 6-0 |

| 5ª giornata |                           |     |
|             |                           |     |
| 22 set.     | Dinamo - Željezničar      | 9-1 |
| 22 set.     | 14 Oktobar - Metalac      | 0-0 |
| 22 set.     | Stella Rossa - Lokomotiva | 4-0 |
| 22 set.     | Spartak - Pobeda          | 2-1 |
| 22 set.     | Nafta - Partizan          | 0-2 |
| 22 set.     | Buducnost - Hajduk        | 0-5 |

| Recuperi |                         |     |
|          |                         |     |
| 29 set.  | 14 Oktobar - Lokomotiva | 2-1 |
| 6 ott.   | Kvarner - Lokomotiva    | 0-5 |
| 13 ott.  | Pobeda - Kvarner        | 2-0 |
| 16 ott.  | 14 Oktobar - Kvarner    | 1-1 |
| 20 ott.  | Hajduk - Kvarner        | 1-0 |

| 6ª giornata |                         |     |
|             |                         |     |
| 27 ott.     | Partizan - Dinamo       | 5-1 |
| 27 ott.     | Pobeda - Stella Rossa   | 1-4 |
| 27 ott.     | Spartak - Metalac       | 4-2 |
| 27 ott.     | Lokomotiva - Hajduk     | 0-0 |
| 27 ott.     | Buducnost - Željezničar | 2-0 |

| Recuperi |                           |     |
|          |                           |     |
| 31 ott.  | Kvarner - Nafta           | 4-1 |
| 31 ott.  | 14 Oktobar - Stella Rossa | 0-5 |
| 1 nov.   | Lokomotiva - Ponziana     | 2-2 |

| 7ª giornata |                         |     |
|             |                         |     |
| 3 nov.      | Stella Rossa - Ponziana | 5-0 |
| 3 nov.      | Lokomotiva - Pobeda     | 2-0 |
| 3 nov.      | Dinamo - Metalac        | 3-1 |
| 3 nov.      | Kvarner - Partizan      | 0-3 |
| 3 nov.      | Hajduk - Željezničar    | 3-0 |
| 3 nov.      | 14 Oktobar - Spartak    | 2-1 |

| Recuperi |                      |     |
|          |                      |     |
| 7 nov.   | Nafta - Metalac      | 1-3 |
| 7 nov.   | Partizan - Spartak   | 1-0 |
| 10 nov.  | Ponziana - Buducnost | 0-3 |
| 10 nov.  | Željezničar - Pobeda | 1-1 |
| 14 nov.  | Nafta - Buducnost    | 2-0 |

| 8ª giornata |                          |     |
|             |                          |     |
| 17 nov.     | Dinamo - Spartak         | 3-0 |
| 17 nov.     | Pobeda - Hajduk          | 1-1 |
| 17 nov.     | Željezničar - Lokomotiva | 4-1 |
| 17 nov.     | Stella Rossa - Metalac   | 1-3 |
| 17 nov.     | Kvarner - Buducnost      | 2-2 |
| 17 nov.     | 14 Oktobar - Nafta       | 0-1 |

| 9ª giornata |                        |     |
|             |                        |     |
| 24 nov.     | Spartak - Nafta        | 4-3 |
| 24 nov.     | Dinamo - 14 Oktobar    | 3-1 |
| 24 nov.     | Željezničar - Ponziana | 0-1 |
| 24 nov.     | Buducnost -Pobeda      | 3-3 |

| 10ª giornata |                            |     |
|              |                            |     |
| 1 dic.       | Hajduk - Partizan          | 0-1 |
| 1 dic.       | Stella Rossa - Željezničar | 6-1 |
| 1 dic.       | Spartak - Kvarner          | 1-1 |
| 1 dic.       | Nafta - Dinamo             | 0-6 |
| 1 dic.       | Metalac - Lokomotiva       | 2-0 |
| 1 dic.       | 14 Oktobar - Buducnost     | 2-1 |
| 1 dic.       | Pobeda - Ponziana          | 3-1 |

| Recupero |                    |     |
|          |                    |     |
| 5 dic.   | Metalac - Ponziana | 3-1 |

| 11ª giornata |                        |     |
|              |                        |     |
| 8 dic.       | Pobeda - Dinamo        | 0-0 |
| 8 dic.       | Lokomotiva - Buducnost | 2-0 |
| 8 dic.       | 14 Oktobar - Hajduk    | 0-4 |
| 8 dic.       | Spartak - Ponziana     | 1-0 |

| 12ª giornata |                       |     |
|              |                       |     |
| 15 dic.      | Ponziana - Partizan   | 0-2 |
| 15 dic.      | Kvarner - Željezničar | 0-0 |
| 15 dic.      | Buducnost - Hajduk    | 0-5 |

| Recuperi |                       |     |
|          |                       |     |
| 22 dic.  | Kvarner - Dinamo      | 1-3 |
| 22 dic.  | Ponziana - Hajduk     | 1-0 |
| 29 dic.  | Ponziana - 14 Oktobar | 5-1 |
| 1 gen.   | Kvarner - Metalac     | 1-1 |

| 13ª giornata |                         |     |
|              |                         |     |
| 5 gen.       | Partizan - Stella Rossa | 3-4 |
| 5 gen.       | Hajduk - Metalac        | 2-0 |
| 5 gen.       | Buducnost - Spartak     | 3-0 |
| 6 gen.       | Ponziana - Nafta        | 3-0 |

| Recuperi |                        |     |
|          |                        |     |
| 12 gen.  | Ponziana - Dinamo      | 0-4 |
| 19 gen.  | Kvarner - Ponziana     | 3-0 |
| 16 feb.  | Kvarner - Stella Rossa | 0-2 |
| 16 feb.  | Lokomotiva - Partizan  | 1-1 |
| 23 feb.  | Željezničar - Partizan | 0-4 |
| 23 feb.  | Stella Rossa - Nafta   | 6-0 |

| 14ª giornata |                         |     |
|              |                         |     |
| 2 mar.       | Stella Rossa - Spartak  | 0-0 |
| 2 mar.       | Željezničar - Dinamo    | 1-3 |
| 2 mar.       | Lokomotiva - 14 Oktobar | 2-0 |
| 2 mar.       | Kvarner - Hajduk        | 1-1 |
| 2 mar.       | Buducnost - Partizan    | 0-3 |
| 2 mar.       | Metalac - Pobeda        | 4-1 |
| 2 mar.       | Nafta - Ponziana        | 0-3 |

| 15ª giornata |                           |     |
|              |                           |     |
| 9 mar.       | Ponziana - Partizan       | 1-2 |
| 9 mar.       | Stella Rossa - 14 Oktobar | 8-0 |
| 9 mar.       | Metalac - Spartak         | 2-2 |
| 9 mar.       | Dinamo - Kvarner          | 2-1 |
| 9 mar.       | Hajduk - Lokomotiva       | 4-0 |
| 9 mar.       | Nafta - Pobeda            | 1-2 |
| 9 mar.       | Željezničar - Buducnost   | 3-2 |

| 16ª giornata |                          |     |
|              |                          |     |
| 16 mar.      | Hajduk - Dinamo          | 2-1 |
| 16 mar.      | Ponziana - Stella Rossa  | 0-1 |
| 16 mar.      | Partizan - Metalac       | 2-0 |
| 16 mar.      | Kvarner - Spartak        | 0-0 |
| 16 mar.      | 14 Oktobar - Željezničar | 2-2 |
| 16 mar.      | Buducnost - Nafta        | 9-0 |
| 16 mar.      | Pobeda - Lokomotiva      | 3-0 |

| 17ª giornata |                       |     |
|              |                       |     |
| 23 mar.      | Stella Rossa - Hajduk | 2-1 |
| 23 mar.      | Metalac - 14 Oktobar  | 2-0 |
| 23 mar.      | Nafta - Spartak       | 0-6 |
| 23 mar.      | Dinamo - Lokomotiva   | 4-0 |
| 23 mar.      | Željezničar - Kvarner | 0-1 |
| 23 mar.      | Buducnost - Ponziana  | 2-1 |
| 23 mar.      | Pobeda - Partizan     | 2-3 |

| 18ª giornata |                           |     |
|              |                           |     |
| 30 mar.      | Pobeda - 14 Oktobar       | 4-3 |
| 30 mar.      | Dinamo - Partizan         | 4-2 |
| 30 mar.      | Metalac - Kvarner         | 0-1 |
| 30 mar.      | Hajduk - Ponziana         | 3-2 |
| 30 mar.      | Spartak - Buducnost       | 4-0 |
| 30 mar.      | Željezničar - Nafta       | 3-0 |
| 30 mar.      | Lokomotiva - Stella Rossa | 0-1 |

| 19ª giornata |                       |     |
|              |                       |     |
| 13 apr.      | Spartak - Dinamo      | 1-1 |
| 13 apr.      | Partizan - Lokomotiva | 4-0 |
| 13 apr.      | Metalac - Buducnost   | 1-0 |
| 13 apr.      | Ponziana - Kvarner    | 1-0 |
| 13 apr.      | Pobeda - Željezničar  | 2-1 |
| 13 apr.      | Nafta - Stella Rossa  | 0-3 |
| 13 apr.      | Hajduk - 14 Oktobar   | 4-0 |

| 20ª giornata |                        |     |
|              |                        |     |
| 20 apr.      | Stella Rossa - Kvarner | 2-0 |
| 20 apr.      | Partizan - Hajduk      | 2-0 |
| 20 apr.      | Pobeda - Spartak       | 2-0 |
| 20 apr.      | 14 Oktobar - Ponziana  | 2-2 |
| 20 apr.      | Željezničar - Metalac  | 0-2 |
| 20 apr.      | Buducnost - Lokomotiva | 1-1 |
| 20 apr.      | Dinamo - Nafta         | 3-0 |

| 21ª giornata |                         |     |
|              |                         |     |
| 27 apr.      | Stella Rossa - Partizan | 0-1 |
| 27 apr.      | 14 Oktobar - Dinamo     | 1-2 |
| 27 apr.      | Ponziana - Lokomotiva   | 0-4 |
| 27 apr.      | Hajduk - Buducnost      | 1-1 |
| 27 apr.      | Kvarner - Pobeda        | 3-0 |
| 27 apr.      | Metalac - Nafta         | 3-0 |
| 27 apr.      | Spartak - Željezničar   | 0-0 |

| 22ª giornata |                      |     |
|              |                      |     |
| 11 mag.      | Pobeda - Buducnost   | 1-1 |
| 11 mag.      | Ponziana - Spartak   | 1-2 |
| 11 mag.      | Lokomotiva - Kvarner | 3-1 |
| 11 mag.      | Hajduk - Nafta       | 3-0 |

| 23ª giornata |                        |     |
|              |                        |     |
| 18 mag.      | Spartak - Hajduk       | 2-1 |
| 18 mag.      | Partizan - Kvarner     | 5-0 |
| 18 mag.      | Dinamo - Pobeda        | 5-0 |
| 18 mag.      | Metalac - Stella Rossa | 1-0 |
| 18 mag.      | Ponziana - Željezničar | 2-1 |
| 18 mag.      | Buducnost - 14 Oktobar | 3-1 |
| 18 mag.      | Nafta - Lokomotiva     | 0-3 |

| 24ª giornata |                       |     |
|              |                       |     |
| 25 mag.      | Stella Rossa - Pobeda | 3-0 |
| 25 mag.      | Kvarner - 14 Oktobar  | 2-1 |
| 25 mag.      | Lokomotiva - Spartak  | 2-0 |
| 25 mag.      | Dinamo - Buducnost    | 7-1 |
| 25 mag.      | Željezničar - Hajduk  | 3-2 |
| 25 mag.      | Partizan - Nafta      | 3-0 |

| 25ª giornata |                          |     |
|              |                          |     |
| 1 giu.       | Ponziana - Metalac       | 3-0 |
| 1 giu.       | Buducnost - Kvarner      | 5-1 |
| 1 giu.       | Lokomotiva - Željezničar | 0-3 |
| 1 giu.       | Nafta - 14 Oktobar       | 0-3 |
| 1 giu.       | Hajduk - Pobeda          | 3-2 |

| 26ª giornata |                       |      |
|              |                       |      |
| 8 giu.       | 14 Oktobar - Partizan | 1-10 |
| 8 giu.       | Metalac - Hajduk      | 1-2  |
| 8 giu.       | Dinamo - Stella Rossa | 2-2  |
| 8 giu.       | Ponziana - Pobeda     | 3-1  |
| 8 giu.       | Nafta - Kvarner       | 0-3  |

| \| Recuperi \| \| \| \| \| \| \| \| 11 giu. \| Dinamo - Ponziana \| 5-2 \| \| 15 giu. \| Lokomotiva - Metalac \| 1-0 \| \| 15 giu. \| Buducnost - Stella Rossa \| 0-1 \| \| 15 giu. \| Spartak - 14 Oktobar \| 3-0 \| \| 6 lug. \| Metalac - Dinamo \| 0-5 \| \| 6 lug. \| Spartak - Partizan \| 0-1 \| \| 12 lug. \| Željezničar - Stella Rossa \| 2-0 \| \| \| Partizan - Željezničar \| 3-0[17] \| |                            |     |
| Recuperi |                            |     |
| |                            |     |
| 11 giu. | Dinamo - Ponziana          | 5-2 |
| 15 giu. | Lokomotiva - Metalac       | 1-0 |
| 15 giu. | Buducnost - Stella Rossa   | 0-1 |
| 15 giu. | Spartak - 14 Oktobar       | 3-0 |
| 6 lug. | Metalac - Dinamo           | 0-5 |
| 6 lug. | Spartak - Partizan         | 0-1 |
| 12 lug. | Željezničar - Stella Rossa | 2-0 |
| | Partizan - Željezničar     | 3-0 |